# Baseball-Weltmeisterschaft der Frauen 2008
Die Baseball-Weltmeisterschaft der Frauen 2008 war die dritte Auflage dieses Baseball-Wettbewerbs für Frauen und fand vom 24. bis zum 29. August 2008 in Matsuyama statt. Gespielt wurde im „Botchan Stadium“ (Matsuyama Chūō Kōen Yakyūjō) und im „Madonna Stadium“, dem zugehörigen Zweitstadion. Am Turnier nahmen insgesamt acht Mannschaften teil.
Die Eröffnungsfeier fand am 25. August 2008 um 18:30 Uhr im Botchan Stadion statt.
Den Titel holte sich zum ersten Mal die Mannschaft aus Japan.

## Teilnehmer
nach Kontinenten (in Klammer Anzahl der Teilnahmen)
| 0 aus Europa                  |                |                         |              |
| 2 aus Nord- und Mittelamerika | Kanada (3)     | Vereinigte Staaten (3)  |              |
| 0 aus Südamerika              |                |                         |              |
| 0 aus Afrika                  |                |                         |              |
| 5 aus Asien                   | Japan (3)      | Chinesisches Taipeh (3) | Hongkong (2) |
|                               | Südkorea (1)   | Indien (1)              |              |
| 1 aus Ozeanien                | Australien (3) |                         |              |

## Vorrunde
Die beiden besten Mannschaften jeder Gruppe spielten in einer Zwischenrunde um den Finaleinzug, die weiteren Teams spielten eine KO-Runde für die Platzierungen 5 – 8.

### Gruppe A

#### Tabelle
| Pl. |                    | S | N | Pzt.  |
| 1.  | Vereinigte Staaten | 3 | 0 | 1.000 |
| 2.  | Australien         | 2 | 1 | 0.667 |
| 3.  | Chinesisch Taipeh  | 1 | 2 | 0.333 |
| 4.  | Indien             | 0 | 3 | 0.000 |

(Endstand)

#### Ergebnisse
| Datum      | Zeit  | Stadion                    | Begegnung          | Begegnung | Begegnung          | Ergebnis |
| ---------- | ----- | -------------------------- | ------------------ | --------- | ------------------ | -------- |
| 24. August | 10:30 | Madonna Stadium, Matsuyama | Chinesisch Taipeh  | –         | Vereinigte Staaten | 5:11     |
| 24. August | 14:30 | Madonna Stadium, Matsuyama | Australien         | –         | Indien             | 15:0 (5) |
| 25. August | 10:30 | Madonna Stadium, Matsuyama | Indien             | –         | Vereinigte Staaten | 0:27 (4) |
| 25. August | 14:30 | Madonna Stadium, Matsuyama | Chinesisch Taipeh  | –         | Australien         | 0:12 (6) |
| 26. August | 10:30 | Madonna Stadium, Matsuyama | Indien             | –         | Chinesisch Taipeh  | 0:6      |
| 26. August | 14:30 | Madonna Stadium, Matsuyama | Vereinigte Staaten | –         | Australien         | 11:1 (6) |

### Gruppe B

#### Tabelle
| Pl. |          | S | N | Pzt.  |
| 1.  | Japan    | 3 | 0 | 1.000 |
| 2.  | Kanada   | 2 | 1 | 0.667 |
| 3.  | Südkorea | 1 | 2 | 0.333 |
| 4.  | Hongkong | 0 | 3 | 0.000 |

(Endstand)

#### Ergebnisse
| Datum      | Zeit  | Stadion                    | Begegnung | Begegnung | Begegnung | Ergebnis |
| ---------- | ----- | -------------------------- | --------- | --------- | --------- | -------- |
| 24. August | 12:30 | Botchan Stadium, Matsuyama | Kanada    | –         | Hongkong  | 19:9 (5) |
| 24. August | 18:30 | Botchan Stadium, Matsuyama | Südkorea  | –         | Japan     | 0:11 (5) |
| 25. August | 12:30 | Botchan Stadium, Matsuyama | Hongkong  | –         | Südkorea  | 5:15 (5) |
| 25. August | 19:00 | Botchan Stadium, Matsuyama | Japan     | –         | Kanada    | 12:2 (5) |
| 26. August | 12:30 | Botchan Stadium, Matsuyama | Südkorea  | –         | Kanada    | 0:15 (4) |
| 26. August | 18:30 | Botchan Stadium, Matsuyama | Hongkong  | –         | Japan     | 1:24 (4) |

## Zwischenrunde
Die zwei besten Mannschaften der Zwischenrunde Gruppe C qualifizieren sich für den Final, die beiden anderen Mannschaften spielen um Bronze. Die Ergebnisse gegen die Mannschaften aus den Vorrunden-Gruppen werden in die Zwischenrunde mitgenommen. Bei Punktgleichheit entscheidet die Direktbegegnung.
Die vier weiteren Mannschaften Spielen um den Einzug ins Spiel um Platz 5. Der Modus sieht vor das der Dritte der Gruppe A gegen den Vierten der Gruppe B, und der Dritte Gruppe B gegen den Vierten Gruppe A spielt. Die Sieger dieser Spiele spielen anschließend um Platz 5, die Verlierer um Platz 7.

### Gruppe C

#### Tabelle
| Pl. |                    | S | N | Pzt.  |
| 1.  | Japan              | 3 | 0 | 1.000 |
| 2.  | Kanada             | 2 | 1 | 0.667 |
| 3.  | Vereinigte Staaten | 1 | 2 | 0.333 |
| 4.  | Australien         | 0 | 3 | 0.000 |

(Endstand)

#### Ergebnisse
| Datum      | Zeit  | Stadion                    | Begegnung          | Begegnung | Begegnung  | Ergebnis |
| ---------- | ----- | -------------------------- | ------------------ | --------- | ---------- | -------- |
| 27. August | 12:30 | Botchan Stadium, Matsuyama | Vereinigte Staaten | –         | Kanada     | 6:7      |
| 27. August | 18:30 | Botchan Stadium, Matsuyama | Japan              | –         | Australien | 10:1     |
| 28. August | 12:30 | Botchan Stadium, Matsuyama | Kanada             | –         | Australien | 7:6      |
| 28. August | 18:30 | Botchan Stadium, Matsuyama | Vereinigte Staaten | –         | Japan      | 5:9      |

### Ausscheidungsspiele um Platz 5 bis 8

#### Ergebnisse
| Datum      | Zeit  | Stadion                    | Begegnung         | Begegnung | Begegnung | Ergebnis |
| ---------- | ----- | -------------------------- | ----------------- | --------- | --------- | -------- |
| 27. August | 10:30 | Madonna Stadium, Matsuyama | Chinesisch Taipeh | –         | Hongkong  | 16:2 (5) |
| 27. August | 14:30 | Madonna Stadium, Matsuyama | Südkorea          | –         | Indien    | 9:7      |

## Finalrunde

### Spiel um Platz 7
| Datum      | Zeit  | Stadion                    | Begegnung | Begegnung | Begegnung | Ergebnis |
| ---------- | ----- | -------------------------- | --------- | --------- | --------- | -------- |
| 29. August | 14:30 | Madonna Stadium, Matsuyama | Indien    | –         | Hongkong  | 8:6      |

### Spiel um Platz 5
| Datum      | Zeit  | Stadion                    | Begegnung         | Begegnung | Begegnung | Ergebnis |
| ---------- | ----- | -------------------------- | ----------------- | --------- | --------- | -------- |
| 29. August | 10:30 | Madonna Stadium, Matsuyama | Chinesisch Taipeh | –         | Südkorea  | 16:1 (4) |

### Spiel um Platz 3
| Datum      | Zeit  | Stadion                    | Begegnung  | Begegnung | Begegnung          | Ergebnis |
| ---------- | ----- | -------------------------- | ---------- | --------- | ------------------ | -------- |
| 29. August | 14:30 | Botchan Stadium, Matsuyama | Australien | –         | Vereinigte Staaten | 1:2      |

### Finale
| Datum      | Zeit  | Stadion                    | Begegnung | Begegnung | Begegnung | Ergebnis |
| ---------- | ----- | -------------------------- | --------- | --------- | --------- | -------- |
| 29. August | 18:30 | Botchan Stadium, Matsuyama | Japan     | –         | Kanada    | 11:3     |

## Auszeichnungen
Im Rahmen der Schlussfeier wurden bekannt gegeben welche Spielerinnen ins All Star Team gewählt wurden und wer die Turnierauszeichnungen gewonnen hat.
| Position          | Spielerin         |
| ----------------- | ----------------- |
| Pitcher           | Marti Sementelli  |
| Catcher           | Tomomi Nishi      |
| First Base        | Yukiko Kon        |
| Second Base       | Malaika Underwood |
| Third Base        | Ashley Stephenson |
| Short Stop        | Kyoko Makino      |
| Outfield          | Nodoka Harada     |
| Outfield          | Angela Catford    |
| Outfield          | Lilly Jacobson    |
| Designated Hitter | Tomomi Takashima  |

| Auszeichnung                       | Spielerin         |
| ---------------------------------- | ----------------- |
| MVP                                | Kasumi Noguchi    |
| Bester Hitter                      | Tomomi Takashima  |
| Bester erreichter Laufdurchschnitt | Kasumi Noguchi    |
| Bestes Win/Loss Verhältnis         | Kasumi Noguchi    |
| Meisten geschlagene Runs           | Malaika Underwood |
| Meiste Home Runs                   | Natsumi Nakano    |
| Meiste gestohlene Bases            | Ashley Stephenson |
| Meiste Runs erzielt                | Tomomi Takashima  |
| Herausragende Defensiv-Spielerin   | Tomomi Nishi      |